# 無味白姑魚
無味白姑魚為輻鰭魚綱鱸形目鱸亞目石首魚科的其中一種，分布於東南大西洋區，從納米比亞至南非海域，棲息深度1-100公尺，體長可達145公分，棲息在沿海海域，可做為食用魚及遊釣魚。